# Handel (Finanzwirtschaft)
Als Handel bezeichnet man in Finanzinstitutionen und Großunternehmen des Nichtbanksektors die Funktionen und die Organisationseinheiten, die mit dem Handel oder Geschäftsabschluss von Devisen-, Geldmarkt-, Kapitalmarkt-, Kreditgeschäften und Derivaten betraut sind.

## Allgemeines
Die Trennung zwischen Handel (englisch Frontoffice) und Abwicklung (englisch Backoffice) ist im Bankwesen eine bankenaufsichtsrechtlich geforderte Funktionstrennung, die Interessenkonflikte vermeiden soll. Die Aufgabe der Handelsbereiche in Kreditinstituten besteht darin, einerseits die von Bankkunden erworbenen Finanzprodukte im Interbankenhandel oder an Börsen weiter zu veräußern oder aus dem Interbankenhandel oder von Börsen stammende Finanzprodukte an Kunden zu veräußern (Kundengeschäft) und andererseits Eigenhandel zu betreiben. Die Abwicklung dieser Geschäfte insbesondere durch Verbuchung erfolgt im Backoffice, die Kontrolle und Überwachung dieser Geschäfte im Risikocontrolling und/oder Risikomanagement (englisch Middle office).
Für die mit Handel befassten Abteilungen wird gelegentlich auch der Begriff Treasury verwendet, wobei dieser Begriff von Unternehmen zu Unternehmen je nach der Ablauforganisation eine andere Bedeutung haben kann. Der Begriff Frontoffice, der sich mittlerweile auch in der deutschsprachigen Fachliteratur eingebürgert hat, ist daher präziser und bezieht sich eindeutig auf die Abteilung, die Finanztransaktionen abschließt.

## Arten
Der klassische institutionalisierte Handel findet über Börsen (Wertpapierbörsen, Warenbörsen, Energiebörsen) statt, und zwar in Form des Parketthandels. Dieser wird sukzessive abgelöst durch den Computerhandel über Computerbörsen. Außerhalb der Börse stehen sich Marktteilnehmer beim außerbörslichen Handel gegenüber, der ausschließlich als Computerhandel stattfindet. Der wesentliche Unterschied zwischen dem computerunterstützten Parketthandel und dem rein elektronischen Handel ist die Automatisierung der Zusammenführung von Kauf- und Verkaufsorders (englisch matching) und der Kursfeststellung (englisch quotation). Beim Interbankenhandel findet der Handel ausschließlich zwischen Kreditinstituten statt; hierzu gehört der Kredithandel, an welchem sich auch andere Finanzinstitutionen beteiligen.

## Rechtsfragen
Die Funktionstrennung ist in den Mindestanforderungen an das Risikomanagement (MaRisk) der Bundesanstalt für Finanzdienstleistungsaufsicht (BaFin) vorgeschrieben; für Nichtbanken gilt sie als Best Practice. Gemäß BTO 2.1 (MaRisk) ist maßgeblicher Grundsatz für die Ausgestaltung der Prozesse im Handelsgeschäft die klare aufbauorganisatorische Trennung des Bereichs Handel von den Funktionen des Risikocontrollings sowie der Abwicklung und Kontrolle bis einschließlich hin zur Ebene der Geschäftsleitung. Der Handel schließt die Geschäfte, die Abwicklung erteilt die Geschäftsbestätigungen und Abrechnungen.

## Tätigkeitsgebiet
Sowohl bei Finanzinstitutionen als auch bei Unternehmen ist es Aufgabe des Frontoffice, die Liquidität zu optimieren und Risiken zu minimieren. Bei Finanzinstitutionen, in denen der Umgang mit Finanzprodukten zum Kerngeschäft des Unternehmens gehören, ist die Erwirtschaftung von Erträgen eine zusätzliche Aufgabe. Hier gibt es daher in der Regel nicht ein Frontoffice, sondern spezifische Handelsabteilungen, deren Aktivitäten durch Risikolimite wie Value-at-Risk-Limite begrenzt sind. Im Gegensatz zur allgemeinen Vorstellung sind auch hier spekulative Geschäfte im Rahmen des Eigenhandels nur in einem sehr geringen Maße zulässig und werden ständig beobachtet und limitiert.
Bei Unternehmen sind spekulative Tätigkeiten in der Regel nicht zugelassen. Unternehmensinterne Richtlinien lassen in der Regel nur die Abschlüsse derivativer Transaktionen dann zu, wenn ein entsprechendes Grundgeschäft oder Exposure vorhanden ist und die Transaktion das Finanzrisiko des Unternehmens reduziert und nicht erhöht. Je nach Risikostruktur eines Unternehmens kann daher die Absicherung finanzieller Risiken aus Preisschwankungen bei Devisen, Zinsen, Rohstoffen oder Commodities gehören. Abhängig von der Art der unternehmerischen Aktivität werden auch Wetterderivate genutzt, wenn die Unternehmensergebnisse stark wetterabhängig sind (Saisonbetriebe).
Geschäfte, die durch ein Frontoffice abgeschlossen werden, werden bis heute in einem sehr großen Maße telefonisch abgeschlossen. So legt ein Geldhändler eines Unternehmens, der zum Frontoffice gehört, beispielsweise die überschüssige Liquidität, die der Disponent des Cash Managements festgestellt hat, taggleich als sogenanntes Overnight-Money an, in dem er von den Geldhändlern unterschiedlicher Banken Vergleichsquotierungen einholt. Das Geschäft tätigt er bei der Bank, bei der er den höchsten Zinssatz erhält. Seit dem Jahr 2000 haben sich zunehmend Handelsplattformen etabliert, die die Möglichkeiten des Internets nutzen. Das Geldanlagegeschäft, das hier zu tätigen ist, wird dann quasi versteigert. Das Geschäft wird mit der Bank getätigt, die den höchsten Overnight-Satz anbietet.

## Ablauforganisatorische Einordnung
Ergänzt wird das Frontoffice im Rahmen der Funktionstrennung durch die Abwicklung, die alle Aktivitäten rund um die Bestätigung und den Zahlungsverkehr leistet. Wirtschaftsprüfer achten generell darauf, dass Unternehmen eine strikte Trennung zwischen diesen beiden Abteilungen gewährleisten, um damit kriminelle Handlungen zu vermeiden. Untersuchungen von zum Teil spektakulären Betrugsfällen im Bereich des Finanzmanagements wie etwa dem Fall der Barings Bank, die einzelne Arbeitnehmer begehen konnten, zeigen, dass diese Handlungen durch eine mangelhafte Trennung zwischen diesen beiden Bereichen begünstigt wurden.
In großen Unternehmen, in denen die Nutzung von derivativen Finanzinstrumenten zur unternehmerischen Risikobewältigung (Hedging) gehört, ist in der Regel auch ein Finanzrisikocontrolling etabliert. Bei einer guten Ablauforganisation laufen die Berichtsstränge von Frontoffice und Finanzrisikocontrolling erst auf Ebene des Finanzvorstands oder dem für das Finanzmanagement verantwortliche Geschäftsführer oder Geschäftsführerin zusammen. Bei deutschen Kreditinstituten fordert die Bankenaufsicht in den Mindestanforderungen an das Risikomanagement (MaRisk), dass im Regelfall verschiedene Geschäftsleiter für den Handel einerseits und für die Abwicklung und das Risikocontrolling andererseits verantwortlich sind. Diese organisatorische Trennung gilt auch gemäß MaRisk BTO 1.1 für Front- und Backoffice.